# Сршен, Ева
Ева Сршен (словен. Eva Sršen) — словенская певица, представительница Югославии на конкурсе песни Евровидение 1970.

## Биография и карьера
Ева родилась в 1951, и с детства проявляла талант к музыке. Музыкальная карьеры певицы началась в 1970, когда она в возрасте восемнадцати лет выиграла национальный отбор на предстоящий песенный конкурс Евровидение, с песней на словенском языке «Pridi, dala ti bom cvet» (рус. Подойди, я дам тебе цветок). Вскоре композиция была исполнена на Евровидении в Амстердаме (Нидерланды), и с результатом в 4 балла (все были получены от Великобритании) Ева заняла предпоследнюю (одиннадцатую) позицию. Несмотря на низкий результат на конкурсе, песня вскоре стала очень популярной в Югославии, также как и следующий сингл певицы — «Ljubi ljubi, ljubi».
В 1974 году исполнительница снова попыталась принять участие на Евровидении, однако на национальном отборе заняла только девятое место (из двенадцати).
Несмотря на талант, подающая надежды Ева Сршен практически закончила свою музыкальную карьеру с середины 70-х гг.. Сейчас она лишь изредка выступает на праздничных концертах и вечерах.